# نظریه جیمز–لانگه
ویلیام جیمز و کارل لانگه هر کدام به طور جداگانه تبیین‌های یکسانی را برای حالت‌های هیجانی عنوان کردند که در مجموع از آن با نام نظریهٔ جیمز-لانگه یاد می‌شود. بر پایه این نظریه موقعیت‌های هیجان انگیز سبب برانگیختن پاسخ‌های فیزیولوژیکی ویژه‌ای می‌شود مانند،لرزیدن، عرق کردن و افزایش ضربان قلب. هم چنین رفتارهایی مانند، گره کردن مشت یا جنگیدن را نیز فرا می‌خواند. مغز از عضلات و اندامهایی که این واکنش‌ها را ایجاد می‌کند، پسخوراند حسی در یافت کرده و این پسخوراند است که احساس‌های مربوط به هیجان را به وجود می اورد. جیمز می‌گوید، احساس‌های هیجانی ما مبتنی بر عملی است که از ما سر می‌زند و پسخوراند حسی که از عضلات و اندام‌های درونی دریافت می‌کنیم. بنابراین هنگامی که خود را در حال لرزیدن و حالت تهوع می‌یابیم ترس را تجربه می‌کنیم.